# 매드 클랜
매드 클랜(MaD Clan)은 대한민국의 해체된 배틀그라운드 프로게임단이다.

## 연혁
- 2018년 : EongDeongGuk 창단.
- 2019년 2월 : EDG로 팀명 변경.
- 2019년 5월 : 2SPORTS Academy로 팀명 변경.
- 2019년 8월 8일 : 팜피씨샵에 인수되어 Farm PC Gaming으로 팀명 변경.
- 2020년 1월 2일 : WORLD CLASS를 인수하여 Farm PC E-sports로 팀명 변경 및 1부 승격.
- 2021년 3월 30일 : MaD Clan으로 팀명 변경.
- 2021년 12월 16일 : 해체.

## 주요 성적
- 2019 인텔 펍지 코리아 컨텐더스 페이즈 3 12위
- 배틀그라운드 스매쉬컵 시즌 1 32위
- 배틀그라운드 스매쉬컵 시즌 2 4위
- 배틀그라운드 스매쉬컵 시즌 3 15위
- 2021 펍지 위클리 시리즈: 동아시아 프리시즌 19위
- 2021 펍지 위클리 시리즈: 동아시아 페이즈 1 5위
- 배틀그라운드 스매쉬컵 시즌 4 8위
- 펍지 콘티넨탈 시리즈 4(아시아) 5위
- 2021 펍지 위클리 시리즈: 동아시아 페이즈 2 준우승
- 배틀그라운드 스매쉬컵 시즌 5 3위
- 펍지 콘티넨탈 시리즈 5(아시아) 10위
- 펍지 글로벌 챔피언십 2021 21위